# هاینریش گرتلر
هاینریش گرتلر (انگلیسی: Heinrich Gretler؛ ۱ اکتبر ۱۸۹۷ – ۳۰ سپتامبر ۱۹۷۷) یک هنرپیشه اهل سوئیس بود.
از فیلم‌ها یا برنامه‌های تلویزیونی که وی در آن نقش داشته است می‌توان به ام، مردم در روز یکشنبه، هایدی و آینه اسرارآمیز اشاره کرد.